# 콩고 공화국의 경제
콩고 공화국의 경제는 주로 석유 추출 및 지원 서비스를 기반으로 하는 산업 부문인 생계형 사냥과 농업, 그리고 예산 문제와 인력 과잉으로 특징지어지는 정부 지출이 혼합되어 있다. 석유는 임업을 경제의 버팀목으로 대체하여 정부 수입과 수출의 주요 부분을 차지했다. 요즘 콩고 공화국은 천연가스를 태우지 않고 전기로 전환하는 사례가 늘고 있어 에너지 전망이 크게 개선되고 있다.

## 역사
1990년대 초 콩고 공화국의 주요 고용주는 8만 명의 급여를 받는 국가 관료제였는데, 이는 콩고 국가로서는 엄청난 규모였다. 세계은행을 비롯한 국제 금융기관들은 1993년 국가 관료제도의 규모를 줄이고 GDP의 20%가 넘는 공무원 급여를 삭감하기 위해 전면적인 공무원 개혁을 실시하라고 콩고 정부에 압력을 가했다. 감원 시도는 1994년에 50%의 평가절하로 시작되었는데, 이는 달러 기준으로 급여를 절반으로 줄이고, 연간 8,000명에 가까운 공무원 고용을 감소시켰으며, 61%의 인플레이션을 초래했다. 그 후 인플레이션은 가라앉았다.
1994년과 1996년 사이에 콩고 경제는 어려운 전환기를 겪었다. 그러나 건전한 경제의 기반 구축에 대한 전망은 지난 15년 중 어느 때보다도 좋았다. 콩고는 조세, 투자, 노동, 탄화수소 코드 개혁 등 경제 자유화를 위한 여러 조치를 취했다. 노후화되고 신뢰할 수 없는 인프라를 개선하기 위해 주요 통신 및 교통 독점 시설의 계획된 민영화가 시작되었다. 국제 통화 기금(IMF)은 2년 동안 달성한 탄력을 바탕으로 1996년 6월 ESAF 3개년 경제 프로그램을 승인했다.
1996년 말까지 콩고는 개혁을 목표로 하는 다양한 분야에서 상당한 진전을 이루었다. 공공재정의 개선과 대외채무 구조조정을 통해 거시경제 안정화에 큰 진전을 이뤘다. 이러한 변화는 인건비 절감과 함께 지출 구조의 개선을 동반하였다. 게다가 콩고는 1996년 7월 파리 클럽 협정으로 채무 재조정의 혜택을 받았다.
그러나 이 개혁 프로그램은 1997년 6월 초 전쟁이 발발하면서 중단되었다. 1997년 10월 전쟁이 끝나면서 권좌에 복귀한 드니 사수 응게소는 경제 개혁과 민영화를 추진하고 국제 금융기관과의 협력을 새롭게 하는 데 관심을 공개적으로 표명했다. 하지만 1998년 유가 폭락으로 경제 발전은 큰 타격을 입었고, 이로 인해 콩고 공화국의 재정적자가 악화되었다. 두 번째 타격은 1998년 12월에 있었던 무력충돌의 재개였다.
콩고의 경제 전망은 정치적 안정과 민주적 통치를 확립할 수 있는 콩고 능력에 크게 의존하고 있다. 세계은행은 분쟁 후 원조를 위해 콩고를 고려하고 있다. 우선 순위는 재건축, 기본 서비스, 인프라 및 유용성이다. 사수 대통령은 경제 개혁과 민영화를 추진하고 국제 금융 기관과의 협력을 재개하는 데 공개적으로 관심을 표명했다. 그러나 1998년 무력충돌의 복귀는 경제 개혁과 회복에 걸림돌이 되었다.
콩고와 미국은 외국인 투자를 촉진하고 보호하기 위해 고안된 양자 투자 조약을 비준했다. 그 나라는 또한 외국 자본 유치를 위한 새로운 투자 코드를 채택했다. 그럼에도 불구하고 콩고의 투자 풍토는 별로 의미 있는 장려책을 주지 않는 등 우호적인 것으로 여겨지고 있다. 높은 인건비, 에너지, 원자재 및 운송 비용, 제한적인 노동 코드, 낮은 생산성과 높은 생산 비용, 강성 노조, 불충분한 운송 인프라 등이 투자를 망설이는 요인 중 하나이다. 최근 정치 불안, 전쟁 피해, 약탈 등도 투자자들의 신뢰를 떨어뜨렸다. 그 결과, 콩고는 석유 분야 이외의 미국 투자가 거의 없다.
최근 몇 년간, 2014년~2016년 유가 하락으로 인해 콩고 공화국의 경제 성장이 둔화되었다.

## 석유
콩고 석유 부문이 성장하고 있는 것은 단연 콩고의 주요 수입원이다. 1980년대 초 석유수입의 급상승으로 정부는 대규모 개발 프로젝트에 자금을 조달할 수 있었으며, 연평균 5%의 GDP 성장률을 기록했는데, 이는 아프리카에서 가장 높은 성장률 중 하나였다. 그러나 정부는 석유 수익의 상당 부분을 저당잡혀 정부의 수익 부족에 기여하고 있다. 콩고 석유 부문은 프랑스 파라스타탈 석유 회사 토탈이 장악하고 있으며, 이 회사는 연간 석유 생산량의 70%를 차지하고 있다. 두 번째 자리는 이탈리아 석유회사 이니이다. 셰브론, 독립 CMS 노메코 및 엑슨모빌은 석유 탐사 또는 생산에 적극적인 미국 기업 중 하나이다. 최근 발견과 현재 개발 중인 유전들에 이어, 콩고 석유 생산량은 향후 몇 년 동안 큰 폭으로 증가할 것으로 예상된다.

## 같이 보기
- 콩고 공화국
- 유엔 아프리카 경제 위원회